# Zacisze (Ciągowice)
Zacisze – część wsi Ciągowice w Polsce, położona w województwie śląskim, w powiecie zawierciańskim, w gminie Łazy.
W latach 1975–1998 Zacisze należało administracyjnie do województwa katowickiego.